# Ibanda
Ibanda é uma cidade na região oeste de Uganda. É o principal centro político, administrativo e comercial do distrito de Ibanda e sede do distrito. Começou na década de 1990 e foi elevado de centro comercial a conselho municipal, e em 2016 foi-lhe concedido o estatuto de Município. A Câmara Municipal de Ibanda tem mais de 230 aldeias e iniciou seu funcionamento em 1 de julho de 2016, após ter sido elevada de Câmara Municipal e outros subcondados que foram anexados. (Subcondado de Bisheshe, Nsasi, parte do subcondado de Nyabuhikye e Kashangura).

## Localização
Ibanda está localizada a aproximadamente 70 quilômetros a noroeste de Mbarara, a maior cidade da sub-região de Ankole. São cerca de 290 quilômetros a sudoeste de Kampala, capital e maior cidade de Uganda.
O Conselho Municipal de Ibanda está localizado no distrito eleitoral de Ibanda Sul, no distrito de Ibanda, parte sudoeste de Uganda. Faz fronteira com a Câmara Municipal de Igorora, subcondados de Kikyenkye, Kijongo e Ishongororo do distrito de Ibanda, Kinoni s/c no distrito de Kiruhura e subcondado de Kicheche no distrito de Kamwenge e abriga a sede do distrito de Ibanda. A área geográfica total do município é de cerca de 372 km², contando terras secas (ambiente construído e terrenos abertos), zonas úmidas e áreas de águas abertas. O antigo conselho municipal começou em 1994 com dois distritos de Bufunda e Kagongo e, durante o processo do plano de desenvolvimento físico em 2010, foram criados mais três distritos: Rugazi, Kigarama e Kyaruhanga, cobrindo uma área total de 51.49 km².

## História
Ibanda é conhecida pelo assassinato de Harry George Galt, um subcomissário britânico da província ocidental do Protetorado de Uganda, em 19 de maio de 1905.. Seu nome veio de uma palavra nativa Ibandwa, onde a população local costumava escalar a colina para resolver seus infortúnios com seus deuses, portanto, traduzida como colina ibandwa.

## População
O censo nacional de 2002 estimou a população de Ibanda em 22.730 pessoas. Em 2010, o Gabinete de Estatísticas do Uganda (UBOS) estimou a população em 27.800. Em 2011, a UBOS estimou a população no meio do ano em 28.500. Em 2014, o censo populacional nacional estimou a população em 31.316.

## Pontos de interesse
Os seguintes pontos de interesse adicionais situam-se na vila de Ibanda ou perto das suas fronteiras:
- sede da Câmara Municipal de Ibanda
- sede da Administração Distrital de Ibanda
- Universidade de Ibanda, uma instituição privada mista de ensino superior, criada em 2014
- Hospital dos Mártires de Uganda Ibanda, um hospital comunitário administrado pela Arquidiocese Católica Romana de Mbarara[5]